# Loch Lomond (группа)
Loch Lomond — американская инди-фолк группа из Портленда, штат Орегон. Основана в 2003 году вокалистом и гитаристом Ричи Янгом как сольный проект.

## История
Первый альбом When We Were Mountains был записан Ричи Янгом в 2004 году при поддержке инженера и продюсера Роба Обердордера (Rob Oberdorder). В течение следующих нескольких лет проект Loch Lomond гастролирует по северо-западному побережью США в различных составах. Живые выступление представлялись как в одиночку Ричи Янгом, так и при участии других сессионных музыкантов. В этот период было осуществлено множество записей как в студиях так и в домашних условиях. В 2006 году был выпущен мини-альбом Lament For Children. После этого группа сформировалась в количестве 9 человек. В этом составе был записан второй альбом Paper The Walls.
Участники группы используют множество как классических так и фольклорных музыкальных инструментов, таких как: вибрафон, бас-кларнет, флейта, скрипка, фортепиано, челеста, банджо, мандолина, акустическая гитара, бас-гитара, различные барабаны, а также глокеншпиль, пила, терменвокс и вокал.

## Дискография

### Альбомы
- 2004 — When We Were Mountains
- 2007 — Paper The Walls, Hush Records
- 2011 — Little Me Will Start A Storm, Tender Loving Empire
- 2013 — Dresses, Chemikal Underground

### EP
- 2006 — Lament for Children EP, Hush Records
- 2009 — Trumpets For Paper Children EP, (свободное скачивание)
- 2009 — Night Bats EP, Hush Records
- 2012 — White Dresses EP, Chemikal Underground

### Синглы
- 2009 — Blue Lead Fences
- 2011 — Wax and wire